# Bīl Dāshī
Bīl Dāshī (persiska: بيل داشی) är en ort i Iran.   Den ligger i provinsen Ardabil, i den nordvästra delen av landet, 500 km nordväst om huvudstaden Teheran. Bīl Dāshī ligger 1 290 meter över havet och antalet invånare är 234.
Terrängen runt Bīl Dāshī är lite bergig. Runt Bīl Dāshī är det ganska tätbefolkat, med 58 invånare per kvadratkilometer. Närmaste större samhälle är Germī, 8,7 km nordost om Bīl Dāshī. Trakten runt Bīl Dāshī består till största delen av jordbruksmark.